# Commercial Lunar Payload Services
Commercial Lunar Payload Services (CLPS) — программа НАСА по контракту с компаниями, способными отправлять небольшие автоматические межпланетные станции или луноходы в южную полярную область Луны, главным образом, с целью разведки лунных ресурсов, тестирования концепции использования ресурсов на месте и проведения исследований для поддержки лунной программы Artemis. Программа была расширена, чтобы добавить поддержку больших полезных нагрузок, начиная с 2025 года.
НАСА ожидает, что подрядчики обеспечат все мероприятия, необходимые для безопасной интеграции, размещения, транспортировки и эксплуатации полезной нагрузки НАСА, используя ракеты-носители, лунные посадочные модули, системы для работы на лунной поверхности, аппараты для возвращения реголита на Землю и связанные с ними ресурсы.
На сегодняшний день в рамках программы заключены контракты на восемь миссий (не считая одного контракта, который был аннулирован, и другого контракта, который был отменён после того, как компания, заключившая контракт обанкротилась).
НАСА уже много лет планирует исследование и использование ресурсов Луны. НАСА определило целый ряд исследовательских, научных и технологических задач, которые могли бы быть решены путём регулярной отправки небольших автоматических межпланетных станций на Луну.

## Предыстория
С 2017 года НАСА вело работу над программой Артемида, целью которой является высадка космонавтов на Луну.

## История

### 2018—2020
В апреле 2018 года было отменено концептуальное исследование лунохода Resource Prospector, представители НАСА объявили, что исследование лунной поверхности будет продолжено в будущем, но с использованием услуг компаний предоставляющих посадочные модули в рамках новой программы CLPS. Позже НАСА запустило коммерческую программу обслуживания лунной полезной нагрузки в качестве первого шага в привлечении компаний для полётов на Луну. CLPS опубликовала проект запроса с предложениями, а в сентябре 2018 года был опубликован фактический запрос требований в рамках CLPS.
29 ноября 2018 года НАСА объявило о первых девяти компаниях, которым будет претендовать на получение контрактов, у которых не определено временя выполнение и количество миссий с общей максимальной стоимостью контракта в 2,6 миллиарда долларов в течение следующих 10 лет.
В феврале 2018 года НАСА опубликовало запрос на полезные нагрузку и технологии для использования на лунной поверхности. Предложения должны были поступить к ноябрю 2018 года и 17 января 2019 года. НАСА ежегодно проводит конкурсы таких предложений.
31 мая 2019 года НАСА объявило список победителей, в который вошли Astrobotiс, Intuitive Machines и OrbitBeyond. Однако Orbit Beyond отказалась от этого контракта в июле 2019 года (НАСА подтвердило расторжение контракта 29 июля 2019 года), но остаётся подрядчиком, претендующим на контракты в будущем.
1 июля 2019 года Astrobotic и её партнёр Университету Карнеги-Меллон был заключили контракт на сумму 5,6 миллиона долларов на разработку MoonRanger, лунохода весом 13 кг для перевозки полезных грузов на поверхности Луны в рамках CLPS. Запуск планировали либо на 2021, либо на 2022 год. Луноход будет нести научную полезную нагрузку, которая не была определена, которая будет сосредоточена на разведке и создании 3D-карт полярного региона в поисках признаков водяного льда или лунных ям для входов в лунные пещеры. Луноход будет работать автономно в течение одной недели.
18 ноября 2019 года НАСА объявило ещё пять компаний, имеющих право претендовать на получение контракта по доставке крупной полезной нагрузки на поверхность Луны в рамках программы CLPS: Blue Origin, Ceres Robotics, Sierra Nevada Corporation, SpaceX и Tyvak Nano-Satellite Systems.
8 апреля 2020 года НАСА объявило, что заключило четвёртый контракт CLPS для Masten Space Systems, стоимостью 75,9 миллиона долларов, в который входит посадочный модуль Masten XL-1 для доставки полезных грузов от НАСА и других заказчиков на южный полюс Луны в конце 2022 года.
11 июня 2020 года НАСА заключило с Astrobotic Technology второй контракт на CLPS. Эта миссия станет первым полётом более крупного посадочного модуля Astrobotic Griffin, который доставит луноход НАСА VIPER resource researching к южному полюсу Луны. Гриффин весит 450 кг, вездеход VIPER — тоже около 450 кг, а сумма контракта составляет 199,5 млн долларов (сюда также входят расходы на посадочный модуль Griffin и запуск). Миссия запланирована на ноябрь 2024 года.
16 октября 2020 года НАСА заключило с Intuitive Machines второй контракт CLPS на выполнение миссии Intuitive Machines Mission 2 (IM-2). Стоимость контракта составила 47 миллионов долларов. Используя спускаемый аппарат Nova-C, миссия высадит бур (PRIME-1) в сочетании с масс-спектрометром на южный полюс Луны, чтобы попытаться собрать лёд из-под поверхности. Полёт запланирован на декабрь 2022 года с использованием ракеты Falcon 9.

### 2021—2023
4 февраля 2021 года НАСА заключило контракт CLPS с компанией Firefly Aerospace на сумму 93,3 миллиона долларов на проведение комплекса из 10 научных исследований на Луне в 2023 году (позже срок был перенесён на 2024 год). Это была шестое заключение контракта (седьмое, если считать OrbitBeyond, который позже была отменён) за доставку на поверхность Луны в рамках инициативы CLPS. Это была первая поставка, присуждённая Firefly Aerospace, которая предоставит услугу доставки на Луну с использованием посадочного модуля Blue Ghost, который компания спроектировала и разработала на своём предприятии в Сидар-Парке.
Следующий контракт CLPS был присуждён НАСА 17 ноября 2021 года Intuitive Machines, это их 3-я миссия. Их посадочный модуль Nova-C был заключён контракт на посадку четырёх аппаратов НАСА (в общей сложности весом около 92 кг) для изучения лунного объекта под названием Райнер Гамма. Эта миссия получило название IM-3, и планировалось, что она высадится на Луну в 2024 году. Стоимость контракта составила 77,5 миллиона долларов, и в соответствии с контрактом Intuitive Machines отвечала за комплексные услуги по доставке, включая интеграцию полезной нагрузки, доставку с Земли на поверхность Луны и операции с полезной нагрузкой.
21 июля 2022 года НАСА объявило, что заключило контракт CLPS на сумму 73 миллиона долларов. Миссия нацелена на кратер Шредингера на обратной стороне Луны и в то время была запланирована на 2025 год. Спускаемый аппарат миссии, названный SERIES-2, проведет в кратере Шредингера три эксперимента по сбору сейсмических данных, измерению теплового потока и электропроводности лунных недр и электромагнитных явлений, создаваемых взаимодействием солнечного ветра и плазмы с лунной поверхностью. Эта миссия является первой миссией CLPS, нацеленной на обратную сторону Луны, и призвана стать второй посадкой за все время (после китайского «Чанъэ-4») на обратную сторону Луны. Миссия также разработает и развернет два спутника ретрансляции данных, что необходимо для миссий на обратной стороне Луны. В этой миссии участвуют многие компании, главным подрядчиком которых является Draper.
Masten Space Systems объявила о банкротстве в июле 2022 года, и почти все ее активы были проданы Astrobotic Technology. Это привело к отмене миссии CLPS Masten.
14 марта 2023 года НАСА предоставило Firefly контракт стоимостью 112 миллионов долларов для миссии на обратную сторону Луны с использованием второго посадочного модуля Blue Ghost, запуск которого ожидается в 2026 году.
В сентября 2023 года ispace объявила, что посадочный модуль SERIES-2 был полностью переработан и переименован в APEX 1.0, в результате чего их миссия была отложена до 2026 года.
В декабре 2023 года Astrobotic Technology и Intuitive Machines сообщили о переносе дат запуска своих миссий.

### 2024—н.в.
8 января 2024 года с помощью ракеты-носитель Vulcan с площадки SLC-41 состоялся запуск Peregrine Mission One.  В тот же день из-за проблем с двигателем и ориентацией на солнце возможность мягкой посадки была исключена.
18 января 2024 года модуль Peregrine сгорел в атмосфере Земли.
15 февраля 2024 года со стартового комплекса LC-39A на ракете-носитель Fаlcon 9 состоялся запуск IM-1. В течение 7 дней полёта была проведено несколько манёвров, в результате которых 21 февраля аппарат успешно вышел на окололунную орбиту. 
22 февраля 2024 года посадочный модуль Nova-C совершил посадку на Луну, на следующий день после посадки Intuitive Machines заявили, что аппарат завалился на бок, но это не помешало ему проработать 6 дней до наступления лунной ночи.
17 июля 2024 года НАСА объявило о закрытии миссии VIPER в связи с ростом стоимости и переносом даты запуска. Миссия Astrobotic Griffin Mission One продолжиться в рамках демонстрации возможностей посадочного модуля.
6 августа 2024 года НАСА заключила контракт с Blue Origin на сумму 6.1 млн долларов. В рамках контракта Blue Origin запустит на своём посадочном модуле полезную нагрузку НАСА для исследования влияние газовой струи двигателя на лунный реголит.
29 августа 2024 года НАСА заключило контракт четвертый CLPS с Intuitive Machines на сумму 116.9 млн долларов, на миссия CP-22. В рамках контракта компания доставит 79 кг полезной нагрузки на южный полюс Луны, в том числе и пакет ЕКА PROSPECT.
18 декабря 2024 года НАСА заключило контракт с Firefly Aerospce на 179,6 млн долларов, что стало крупнейшим контрактом CLPS после VIPER. Контракт включает доставку 6 полезных нагрузок общим весом 97 кг на Луну, с помощью посадочного модуля Blue Ghost.
15 января 2025 года ракета Falcon 9 запустило две миссии к Луне, одной из которых была миссия компании Firefly Aerospace Blue Ghost M1. Аппарат совершит 45-дневный перелет к Луне, после чего прилунится в море кризисов. Совместно с аппаратом Blue Ghost был запущен аппарат японской компании iSpace HAKUTO-R, аналог которого должен совершить миссию в рамках CLPS в 2026 году.
5 февраля 2025 года компании Astrolab и Astrobotic объявили, что основной полезной нагрузкой посадочного модуля Griffin, в его первой миссии станет луноход FLIP, который является уменьшенной версией другого лунохода компании Astrolab FLEX, запуск миссии планируется на конец 2025 года.
14 февраля 2025 года посадочный модуль Blue Ghost совершил 255-секундного включения двигателей для переход на окололунную орбиту.
27 февраля 2025 года состоялся запуск ракетой Falcon 9 посадочного модуля Nova-C в рамках миссии Intuitive Machines Misson 2, это стало вторым запуском этого аппарата.
2 марта 2025 года Firefly Aerospace удалось совершить успешную мягкую посадку модуля Blue Ghost недалеко от Mons Latreille, после чего аппарат проработал 14 дней до наступления лунной ночи.
6 марта 2025 года Intuitive Machines пыталась посадить модуль Nova-C на поверхность луны, но из-за сбоя датчика, отвечающего за определение высоты, при посадке аппарат оказался завален на бок, а его солнечные панели не производили энергию. Аппарат проработал в течение 13 часов.
9 мая 2025 года iSpace-US, разработчик посадочного модуля APEX 1.0, заявила о замене двигательной установки своего модуля. Было решено отказаться от двигателя A2200, разрабатываемого Agile Space Industries, и использовать двигатель VoidRunner совместной разработки iSpace и Agile Space Industries. Из-за изменений конструкции аппарата дата запуска была перенесена на 2027 год, ранее запуск планировался на 2026 год.
29 июля 2025 года НАСА в четвертый раз выбрало Firefly Aerospace.

## Обзор
Ожидается, что конкурентный характер программы CLPS снизит стоимость исследования Луны, ускорит возвращение на Луну, возврат реголита, разведку ресурсов в южном полярном регионе, а также будет способствовать инновациям и росту смежных коммерческих отраслей. Программа разработки полезной нагрузки для CLPS называется Development and Advancement of Lunar Instrumentation (DALI), а целями полезной нагрузки являются разведка, использование ресурсов на месте (ISRU) и изучение Луны. Изначально ожидалось, что первые приборы будут выбраны к лету 2019 года, а полеты начнутся в 2021 году. Позже миссии переносились.
По состоянию на 2025 г были заключены контракты с 11 подрядчиками, из которых 2 впоследствии покинули программу.  Первые посадочные аппараты и луноходы должны стать демонстрацией технологий, таких как точная посадка, предотвращение опасностей, выработка электроэнергии, использование ресурсов на месте, управление криогенной жидкостью, автономные операции и зондирование, а также передовая авионика, мобильность, механизмы и материалы. Эта программа требует, чтобы только американские ракеты-носители могли запускать космический корабль. Масса спускаемых аппаратов и луноходов может варьироваться от миниатюрных до 1000 кг, при этом сам спускаемый аппарат весом не более 500 кг.
В сопроводительном письме к проекту контракта указывается, что контракт будут заключен сроком до 10 лет. По мере возникновения потребности НАСА в отправке полезных грузов на поверхность Луны (и в другие окололунные пункты назначения) оно будет выдавать «заказы на выполнение миссия» по фиксированной цене, на которые могут претендовать утвержденные основные подрядчики. Объем работ будет выдаваться вместе с каждым заказом на выполнение миссий.
НАСА предполагает, что стоимость доставки на поверхность Луны составит один миллион долларов за килограмм.

## Контракты

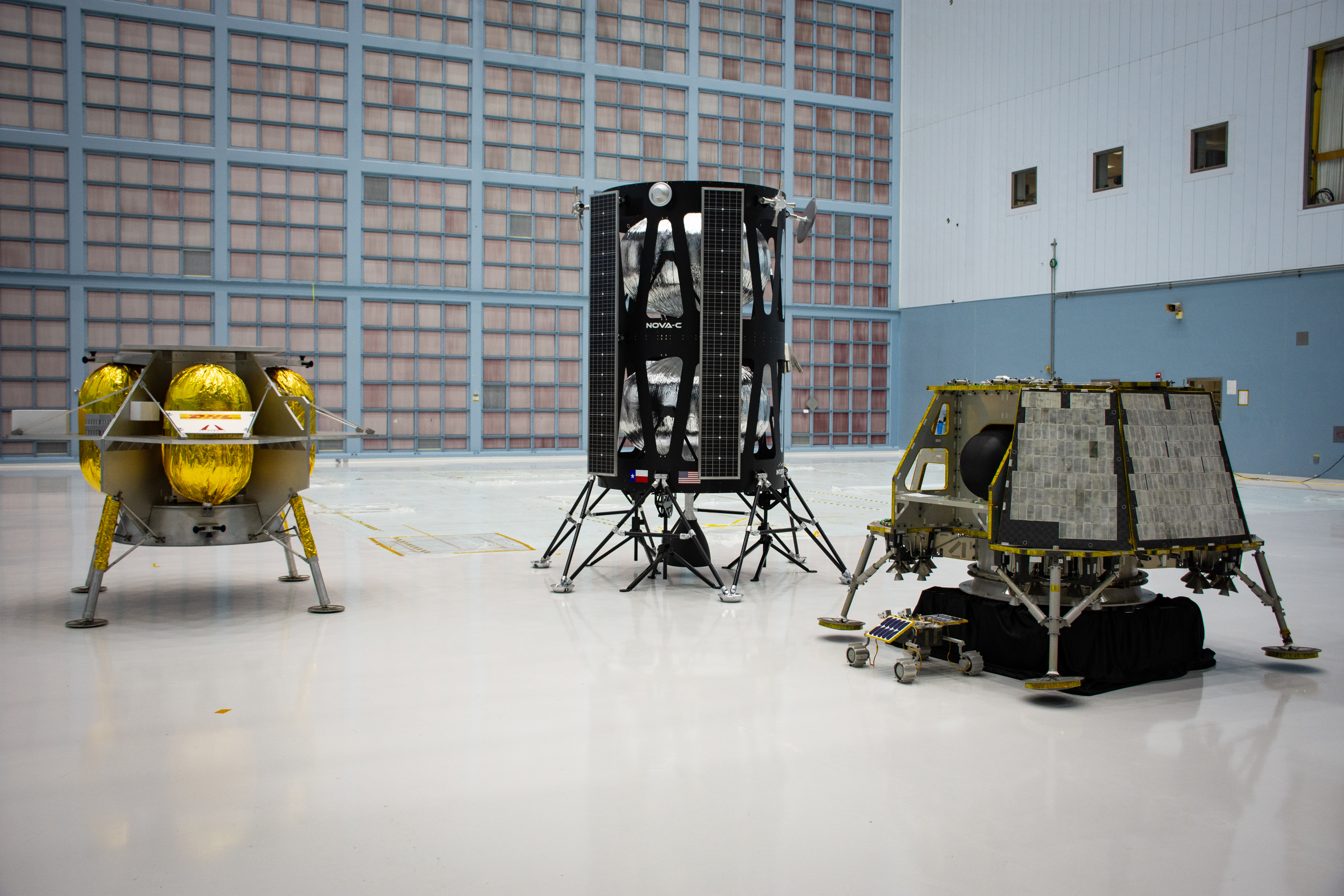
Посадочные модули, выбранные для будущих миссий

Первые компании, получившие право претендовать на получение контракта CLPS, были выбраны в 2018 году.
21 мая 2019 года контракты были заключены с тремя компаниями: Astrobotic Technology, Intuitive Machines, OrbitBeyond.
29 июля 2019 года НАСА объявило, что удовлетворило просьбу OrbitBeyond об освобождении от этого контракта, сославшись на «внутренние корпоративные проблемы».
18 ноября 2019 года НАСА добавило пять новых подрядчиков в группу компаний, которые имеют претендовать на контракты по отправке полезных грузов на поверхность Луны в рамках программы CLPS.
8 апреля 2020 года НАСА выбрало Masten Space Systems для миссии по доставке и эксплуатации восьми полезных грузов — с девятью научно-техническими приборами — к Южному полюсу Луны в 2022 году. Компания Masten Space Systems объявила о банкротстве в июле 2022 года; это привело к отмене миссии CLPS компании Masten.
4 февраля 2021 года НАСА заключило контракт CLPS с компанией Firefly Aerospace на выполнение миссии по доставке набора из 10 научных исследовательских приборов и демонстраций технологий на Луну в 2023 году.
21 июля 2022 года НАСА объявило, что заключило контракт CLPS с Draper Laboratories.
29 августа 2024 года НАСА в четвертый раз выбрало Intuitive Machines.
18 декабря 2024 года НАСА выбрало Firefly Aerospace в третий раз.
29 июля 2025 года НАСА в четвертый раз выбрало Firefly Aerospace.
| Дата переговоров | Компания                     | Предлагаемые услуги                                                    | Кол-во заключённых контрактов | Дата заключенного контракта |
| ---------------- | ---------------------------- | ---------------------------------------------------------------------- | ----------------------------- | --------------------------- |
| 29 ноября 2018   | Astrobotic Technology        | Peregrine и Griffin (посадочный модули)                                | 2                             | 31 мая 2019                 |
| 29 ноября 2018   | Deep Space Systems           | Луноход                                                                |                               |                             |
| 29 ноября 2018   | Draper Laboratory            | Artemis-7 lander; SERIES-2 lander                                      | 1                             | 21 июля 2022                |
| 29 ноября 2018   | Firefly Aerospace            | Blue Ghost (посадочный модуль)                                         | 4                             | 4 февраля 2021              |
| 29 ноября 2018   | Intuitive Machines           | Nova-C (посадочный модуль)                                             | 4                             | 31 мая 2019                 |
| 29 ноября 2018   | Lockheed Martin Space        | McCandless Lunar Lander (посадочный модуль)                            |                               |                             |
| 29 ноября 2018   | Masten Space Systems         | XL-1 (посадочный модуль)                                               | 1 (0)                         | 8 апреля 2020               |
| 29 ноября 2018   | Moon Express                 | MX-1, MX-2, MX-5, MX-9 (посадочный модуль и миссия по возврату грунта) |                               |                             |
| 29 ноября 2018   | OrbitBeyond                  | Z-01 and Z-02 landers                                                  |                               |                             |
| 18 ноября 2019   | Blue Origin                  | Blue Moon (посадочный модуль)                                          | 1                             | 6 августа 2024              |
| 18 ноября 2019   | Ceres Robotics               |                                                                        |                               |                             |
| 18 ноября 2019   | Sierra Nevada Corporation    |                                                                        |                               |                             |
| 18 ноября 2019   | SpaceX                       | Starship                                                               |                               |                             |
| 18 ноября 2019   | Tyvak Nano-Satellite Systems |                                                                        |                               |                             |

## Выбор полезной нагрузки
Контракты CLPS для компаний, предоставляющих посадочных модули, не включают саму полезную нагрузку. Полезные нагрузки разрабатываются по отдельным контрактам либо самим НАСА, либо на коммерческих основе. Посадочные устройства CLPS обеспечивают посадку, поддержку и возврат образцов реголита, как указано в каждом отдельном контракте.
Первая партия научной полезной нагрузки разрабатывается на объектах НАСА из-за короткого времени, доступного до первых запланированных полетов. Последующие выборки включают полезную нагрузку, предоставляемую университетами и промышленностью. Планируется, что запросы на полезную нагрузку будут публиковаться каждый год для получения дополнительных возможностей.

### Первый раунд
Первые двенадцать полезных нагрузок и экспериментов НАСА были объявлены 21 февраля 2019 года и будут выполняться в рамках отдельных миссий. По состоянию на февраль 2021 года НАСА заключило контракты на четыре полета посадочных модулей CLPS для поддержки этих полезных нагрузок.

### Второй раунд
1 июля 2019 года НАСА объявило о выборе двенадцати дополнительных полезных нагрузок, предоставляемых университетами и промышленными предприятиями. Семь из них являются научными исследовательскими, а пять — демонстрацией технологий.

### Третий раунд
В июне 2021 года НАСА объявило о выборе трех полезных нагрузок и исследовательских работ на поверхности Луны (PRISM). Эти полезные грузы будут отправлены в Райнер Гамма и кратер Шредингера в 2023—2024 годах.

### Четвертый раунд
В июне 2022 года НАСА выбрало ещё две полезные нагрузки.

## Список Миссий

### Прошедшие и текущие миссии
| №      | Название                            | Запуск          | Компания              | Посадочный модуль | Ракета- носитель | Дата заключения контракта | Место посадки | Примечания | Состояние       |
| ------ | ----------------------------------- | --------------- | --------------------- | ----------------- | ---------------- | ------------------------- | ------------- | --- | --------------- |
| CLPS-1 | Peregrine Mission One               | 8 января 2024   | Astrobotic Technology | Peregrine         | Vulcan           | май 2019                  | Груйтуйзен    | Планировалось доставить 10 полезных грузов, включая 5 полезных грузов НАСА, заказанных в рамках CLPS. Масса Peregine — 1283 кг, масса полезной нагрузки — 90 кг Всего за доставку полезной нагрузки НАСА заплатило 108 млн долларов. В результате взрыва топливного бака не смог достичь Луны                                                                                | Неудача         |
| CLPS-2 | Intuitive Machines Mission 1 (IM-1) | 15 февраля 2024 | Intuitive Machines    | Nova-C            | Falcon 9         | май 2019                  | Южный Полюс   | Доставил шесть полезных грузов НАСА, а также грузы от других заказчиков. Космический аппарат при посадке, состоявшейся 22 февраля 2024 года, завалился на бок, после чего работал по сокращённой программе в течение 6 дней. . | Частичный успех |
|        | Blue Ghost M1                       | 15 января 2025  | Firefly Aerospace     | Blue Ghost        | Falcon 9         | февраль 2021              | море Кризисов | Совершил успешную посадку. Полезная нагрузка составит до 300 кг. | Успех           |
| CLPS-3 | Intuitive Machines Mission 2 (IM-2) | 27 февраля 2025 | Intuitive Machines    | Nova-C            | Falcon 9         | октябрь 2020              | Южный Полюс   | В состав полезной нагрузки входил бур (PRIME-1) в сочетании с масс-спектрометром, чтобы попытаться собрать внутриповерхностный лед. Также модуль доставил луноход MAPP с инструментами для картографирование поверхности Луны и ещё несколько вторичных аппаратов. При посадке завалился на бок, что не позволило обеспечить энергоснабжение и выполнение научной программы. | Неудача         |

### Миссии по которым заключён контракт
| №     | Название                            | Запуск       | Компания              | Посадочный модуль | Ракета- носитель | Дата заключения контракта | Место посадки         | Примечания | Состояние   |
| ----- | ----------------------------------- | ------------ | --------------------- | ----------------- | ---------------- | ------------------------- | --------------------- | --- | ----------- |
| CT-3  | Blue Moon Pathfinder                | август 2025  | Blue Origin           | Blue Moon         | New Glenn        | август 2024               | не определено         | Будет нести полезная нагрузку SCALPSS предназначенную для сбора изображений во время и после спуска на Луну. После анализа снимков будет смоделировано 3д изображение для анализа изменений, возникающих в результате взаимодействия между газами двигателя и лунной поверхностью. | Планируется |
|       | Griffin Mission One                 | декабрь 2025 | Astrobotic Technology | Griffin           | Falcon Heavy     | июнь 2020                 | Нобель (кратер)       | Демонстрация возможностей посадки лунного модуля. Доставит на луну луноход FLIP компании Astrolab. | Планируется |
| CP-11 | Intuitive Machines Mission 3 (IM-3) | 2026         | Intuitive Machines    | Nova-C            | Falcon 9         | ноябрь 2021               | Рейнер Гамма          | IM-3 доставит на Луну 92 кг полезной нагрузки, включая полезные грузы с лунным лазерным световозвращателем MoonLIGHT, предоставленные ЕКА. | Планируется |
| CS-3  | Blue Ghost M2                       | 2026         | Firefly Aerospace     | Blue Ghost        | не определено    | март 2023                 | Обратная сторона Луны | Спутник связи и ретрансляции данных ЕКА на лунную орбиту и две полезные нагрузки. | Планируется |
| CP-12 | iSpace Misson 3                     | 2027         | Draper Laboratory     | APEX 1.0          | не определено    | июль 2022                 | Шредингер (кратер)    | Доставит автоматическую радиообсерваторию на обратную сторону Луны. | Планируется |
| CP-22 | Intuitive Machines Mission 4 (IM-4) | 2027         | Intuitive Machines    | Nova-C            | Falcon 9         | август 2024               | Южный Полюс           | В рамках этой миссии будет запущен пакет ЕКА для наблюдения за ресурсами и поиска на месте с целью разведки, коммерческой эксплуатации и транспортировки полезной нагрузки (PROSPECT).                                                                                             | Планируется |
| CP-21 | Blue Ghost M3                       | 2028         | Firefly Aerospace     | Blue Ghost        | не определено    | декабрь 2024              | Груйтуйзен (кратер)   | В рамках миссии будут доставлены 6 полезных нагрузок НАСА, для выполнения визуализации, спектроскопии и других наблюдений. Планируется проведение сбора и анализа проб лунного реголита. Так же миссия будет включать в себя луноход.                                              | Планируется |
|       | Blue Ghost M4                       | 2029         | Firefly Aerospace     | Blue Ghost        |                  | июль 2025                 |                       | | Планируется |

### Миссии по которым не заключён контракт
| №     | Название      | Запуск | Компания                                                                                   | Посадочный модуль                                                                          | Ракета- носитель                                                                           | Дата заключения контракта                                                                  | Место посадки                                                                              | Примечания | Состояние   |
| ----- | ------------- | ------ | ------------------------------------------------------------------------------------------ | ------------------------------------------------------------------------------------------ | ------------------------------------------------------------------------------------------ | ------------------------------------------------------------------------------------------ | ------------------------------------------------------------------------------------------ | --- | ----------- |
| CS-6  | не определено | 2027   | не определено                                                                              | не определено                                                                              | не определено                                                                              |                                                                                            | Ина (кратер)                                                                               | Полезная нагрузка DIMPLE, сокращенно от Dating an Irregular Mare Patch с помощью Lunar Explorer, полетит в рамках будущей миссии CLIPS provider. DIMPLE будет исследовать кратер Ина. | Планируется |
| CP-31 | не определено | 2028   | не определено                                                                              | не определено                                                                              | не определено                                                                              |                                                                                            | не определено                                                                              | | Планируется |
| CP    | не определено | 2029+  | После 2029 года запланированы 6 миссий с номерами CP-41, CP-42, CP-51, CP-52, CP-61, CP-62 | После 2029 года запланированы 6 миссий с номерами CP-41, CP-42, CP-51, CP-52, CP-61, CP-62 | После 2029 года запланированы 6 миссий с номерами CP-41, CP-42, CP-51, CP-52, CP-61, CP-62 | После 2029 года запланированы 6 миссий с номерами CP-41, CP-42, CP-51, CP-52, CP-61, CP-62 | После 2029 года запланированы 6 миссий с номерами CP-41, CP-42, CP-51, CP-52, CP-61, CP-62 | После 2029 года запланированы 6 миссий с номерами CP-41, CP-42, CP-51, CP-52, CP-61, CP-62                                                                                            | Планируется |

### Отмененные миссии
| № | Название           | Запуск                     | Компания              | Посадочный модуль | Ракета- носитель | Дата заключения контракта | Место посадки   | Примечания | Состояние |
| - | ------------------ | -------------------------- | --------------------- | ----------------- | ---------------- | ------------------------- | --------------- | --- | --------- |
|   | Masten Mission One | Планировалось: ноябрь 2023 | Masten Space          | XL-1              | Falcon 9         | апрель 2020               | Южный Полюс     | Был предназначен для доставки нескольких сотен кг полезной нагрузки. Masten Space объявила о банкротстве в июле 2022 года, и почти все ее активы были проданы Astrobotic Technology. | Отменено  |
|   | VIPER              | ноябрь 2024                | Astrobotic Technology | Griffin           | Falcon Heavy     | июнь 2020                 | Нобель (кратер) | Первый полет более крупного посадочного модуля «Гриффин» компании Astrobotic. Доставит луноход НАСА для поиска ресурсов VIPER. Вес полезной нагрузки Griffin составит 450 кг; стоимость составляет 199,5 миллиона долларов (это также покрывает расходы на посадочный модуль Griffin и запуск). | Отменено  |